# Mai Zetterling

Mai Zetterling (1948)

Mai Zetterling (Aussprache [ˌmaʝ ˈsɛtːəɹliŋ], * 24. Mai 1925 in Västerås als Mai Elizabeth Zetterling; † 17. März 1994 in London) war eine schwedische Schauspielerin, Filmregisseurin sowie Drehbuch- und Buchautorin.

## Leben
Mai Zetterling kam aus einfachen Verhältnissen und wurde bereits mit 17 Jahren von der Königlichen Schauspielschule für dramatisches Theater Dramatens elevskola, der Ausbildungsstätte des Königlichen Dramatischen Theaters in Stockholm angenommen. Noch während des Studiums (1942–1945) erhielt sie erste Rollen und war bis 1947 Ensemblemitglied. Danach hatte sie ein Engagement in London und spielte in Bühnenstücken von Anouilh, Tschechow und Ibsen.
Ihr Filmdebüt hatte sie bereits 1941 als 16-Jährige in einem Film von Gunnar Olsson. Mit ihrer Darstellung des Opfers eines sadistischen Professors in Die Hörige (1944) von Alf Sjöberg wurde sie international bekannt. Das Drehbuch zu diesem Film schrieb Ingmar Bergman. Ab 1950 trat sie neben der Arbeit am Theater überwiegend in britischen Spielfilmen auf.
Von 1944 bis 1953 war sie mit dem Schauspieler und Tänzer Tutte Lemkow verheiratet. Aus der Ehe gingen Sohn und Tochter hervor. 1959 heiratete sie den Drehbuchautor David Hughes.
1960 hatte Mai Zetterling ihr Debüt als Regisseurin. Sie arbeitete für die BBC und drehte Kurz- und Dokumentarfilme über den Umgang mit ethnischen Minderheiten, Frauendiskriminierung und Probleme der Heranwachsenden. Für ihren Kurzfilm The War Game (1963) erhielt sie eine Auszeichnung auf dem Filmfestival von Venedig. Ab 1964 schrieb sie mit ihrem Mann auch in Schweden Drehbücher und führte Regie. Ihre Filme provozieren mit den Themen Einsamkeit und sexuelle Obsessionen. Die Literaturverfilmung Liebende Paare (1964) wurde in Cannes abgelehnt und Verschwiegene Spiele (1966) wurde vom Wettbewerb in Venedig wegen seiner drastischen Szenen ausgeschlossen. Für Die Mädchen war das Publikum dann reif.
Seit Mitte der 1960er Jahre veröffentlichte Mai Zetterling mehrere Romane.
Nachdem sie im Dokumentarfilm Frauen führen Regie (1988) porträtiert wurde, stand Zetterling für Nicolas Roegs The Witches (1990) erst- und letztmals seit Mitte der 1960er Jahre wieder als Darstellerin vor der Kamera.

## Filmografie (Auswahl)

### Darstellerin
- 1941: Lasse-Maja
- 1943: Jag dräpte
- 1944: Prins Gustaf
- 1944: Die Hörige (Hets)
- 1946: Das Mädchen vom Germundshof (Driver dragg, faller regn) – Regie: Gustaf Edgren
- 1946: Iris och löjtnantshjärta
- 1947: Musik im Dunkeln (Musik i mörker)
- 1948: Quartett (Quartet)
- 1948: Nu börjar livet
- 1949: Das gefährliche Mädchen (The Romantic Age) – Regie: Edmond T. Gréville
- 1949: Vom sündigen Poeten (The Bad Lord Byron) – Regie: David MacDonald
- 1950: Verbrechen ohne Schuld (Blackmailed) – Regie: Marc Allégret
- 1952: The Tall Headlines
- 1952: The Ringer
- 1953: Sekunden der Verzweiflung (Desperate Moment) – Regie: Compton Bennett
- 1953: Der Würger kommt um Mitternacht (The Ringer) – Regie: Guy Hamilton
- 1954: Die Lachbombe (Knock on Wood)
- 1954: Zum Tanzen geboren (Dance Little Lady) – Regie: Val Guest
- 1955: Kennwort: Berlin-Tempelhof (A Prize of Gold)
- 1956: Ett dockhem
- 1957: Die Angst hat tausend Namen (Abandon Ship!) – Regie: Richard Sale
- 1958: The Truth About Women
- 1958: Lek på regnbågen
- 1959: Der Tod hat Verspätung (Jet Storm) – Regie: Cy Endfield
- 1960: Faces in the Dark
- 1960: Das Signal steht auf Rot (Piccadilly Third Stop) – Regie: Wolf Rilla
- 1960: In den Fängen des FBI (Offbeat) – Regie: Cliff Owen
- 1961: Lieben kann man nur zu zweit (Only Two Can Play)
- 1962: Die Nächte mit Nancy (The Main Attraction) – Regie: Daniel Petrie
- 1962: The Man Who Finally Died
- 1962: The Prosperity Race
- 1963: The Bay of St. Michael
- 1963: The Do-It-Yourself Democracy
- 1965: Lianbron
- 1968: Die Mädchen (& Regie)
- 1988: Frauen führen Regie (Calling the Shots)
- 1990: Geheimprotokoll (Hidden Agenda) – Regie: Ken Loach
- 1990: Hexen hexen (The Witches)

### Regie
- 1960: The Polite Invasion
- 1961: Lords of Little Egypt
- 1963: The War Game (Kurzfilm)
- 1964: Liebende Paare (Älskande par)
- 1966: Verschwiegene Spiele (Nattlek)
- 1968: Doktor Glas (Dr. Glas)
- 1968: Die Mädchen (Flickorna)
- 1971: Vincent the Dutchman
- 1973: München 1972 – 8 berühmte Regisseure sehen die Spiele der XX. Olympiade (Visions of Eight) – Episode The Strongest
- 1976: Vi har många namn (Kurzfilm, 51 Min.)
- 1977: Stockholm
- 1982: Black-Out im Höllen-Paradies (Scrubbers)
- 1982: Love
- 1986: Amorosa
- 1990: Sunday Pursuit

## Buchveröffentlichungen
- Spiele der Nacht. Roman. Desch, München 1968, DNB 458726362 (englisch: Night Games. London 1968. Übersetzt von Erika Nosbüsch).
- All Those Tomorrows. Grove Press, New York 1985, ISBN 0-394-55563-5 (Autobiografie).